# Fujiwara no Shunshi
Fujiwara no Shunshi (1209–1233) est une impératrice consort du Japon. Elle est la consort de l'empereur Go-Horikawa.
Descendance : 
- Premier fils : Prince impérial Mitsuhito (秀仁親王) (empereur Shijō)
- Quatrième fille : Princesse impériale ?? (日韋子内親王)

## Source de la traduction
- (en) Cet article est partiellement ou en totalité issu de l’article de Wikipédia en anglais intitulé « Fujiwara no Shunshi » (voir la liste des auteurs).